# كارول ريد (خبيرة أرصاد جوية)
كارول ريد (بالإنجليزية: Carol Reed)‏ هي مذيعة طقس أمريكية، ولدت في 1925، وتوفيت في 4 يونيو 1970 بسبب سرطان.